# RDS Arena
La RDS Arena, aussi simplement désigné le RDS, est un stade omnisports situé à Dublin. Il est la propriété de la Royal Dublin Society.
Il est notamment destiné à la pratique du sport équestre et du rugby à XV.

## Utilisation

### Saut d'obstacles
Le premier concours hippique, entièrement organisé par la Société, se tient en 1868 et fut l'un des premiers concours de saut jamais tenus. Avec le temps, ce concours est devenu une compétition nationale et internationale de saut d'obstacles de haut niveau, et une attraction majeure en Irlande. En 1982, la RDS reçoit le championnat du monde de saut d'obstacles, et l'incorpore au concours de saut d'obstacles de Dublin cette année-là.

### Rugby à XV
En 2005, la franchise de Leinster Rugby joue la première rencontre de son histoire à la RDS Arena. L'équipe s'y installe définitivement en 2007, quittant le Donnybrook Stadium.
La finale du Challenge européen 2013 y est organisée ; le Leinster remporte par ailleurs la compétition, disputant alors la finale « à domicile ».

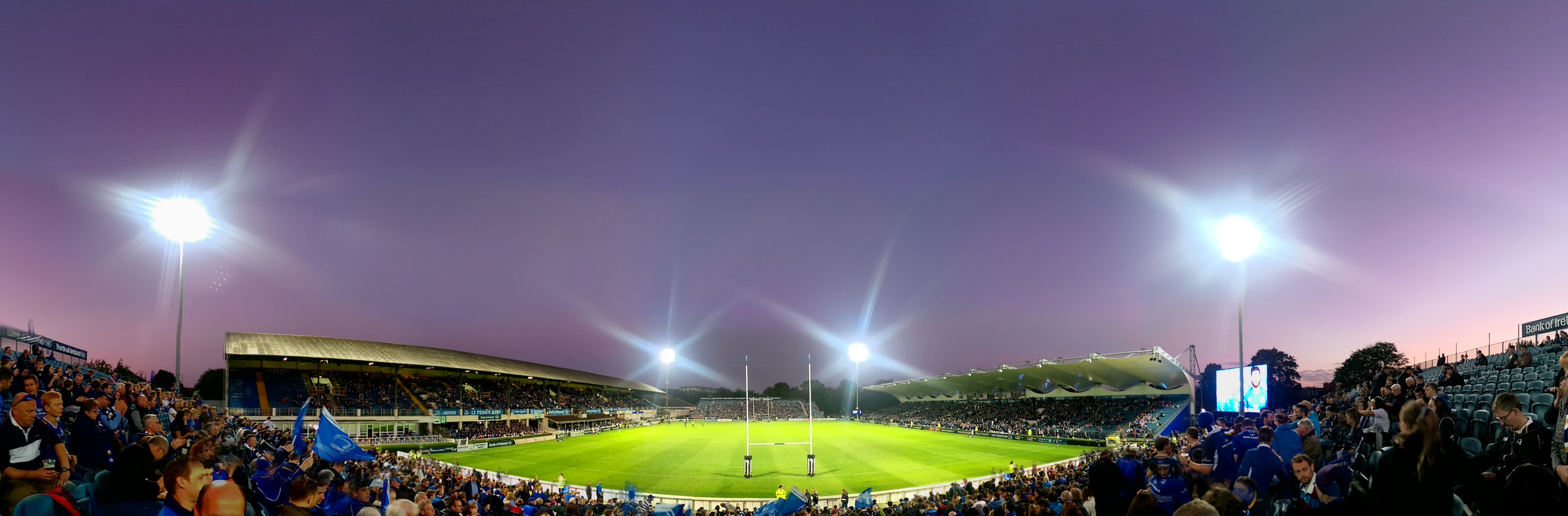
Panorama du RDS Arena, lors d'un match du Leinster.

### Football
Le Shamrock Rovers Football Club joue à domicile de 1990 à 1996.
En 2007, il a accueilli la finale de la Coupe d'Irlande de football

### Concerts
Ces dernières années, les espaces extérieurs disponibles ont été mis à profit pour accueillir les spectacles de nombreux groupes ou chanteurs de musique rock, heavy metal et pop. Il y eut ainsi, entre autres, Michael Jackson le 19 juillet 1997, Metallica en 2003, 2004 et 2006, Iron Maiden, Slipknot, Korn, Linkin Park, Guns N' Roses, The Darkness, Tenacious D et Stereophonics.
D'autres spectacles populaires, comme Britney Spears, George Michael, Justin Timberlake et My Chemical Romance, se sont tenus au RDS Arena. Bruce Springsteen a joué là quatre fois depuis 1988, la dernière fois lors du Rising Tour de 2003. Le RDS Arena a accueilli aussi à deux occasions le Concours Eurovision de la chanson.